# Linda
Linda és una concentració de població designada pel cens dels Estats Units a l'estat de Califòrnia. Segons el cens del 2000 tenia 13.474 habitants.

## Demografia
Segons el cens del 2000, Linda tenia 13.474 habitants, 4.072 habitatges, i 3.005 famílies. La densitat de població era de 922,4 habitants/km².
Dels 4.072 habitatges en un 44,4% hi vivien nens de menys de 18 anys, en un 47,2% hi vivien parelles casades, en un 19,4% dones solteres, i en un 26,2% no eren unitats familiars. En el 19,1% dels habitatges hi vivien persones soles el 6,2% de les quals corresponia a persones de 65 anys o més que vivien soles. El nombre mitjà de persones vivint en cada habitatge era de 3,3 i el nombre mitjà de persones que vivien en cada família era de 3,8.
Per edats la població es repartia de la següent manera: un 37,4% tenia menys de 18 anys, un 11,6% entre 18 i 24, un 26,2% entre 25 i 44, un 17% de 45 a 60 i un 7,8% 65 anys o més.
L'edat mediana era de 26 anys. Per cada 100 dones de 18 o més anys hi havia 96,7 homes.
La renda mediana per habitatge era de 22.753 $ i la renda mediana per família de 24.925 $. Els homes tenien una renda mediana de 25.513 $ mentre que les dones 18.463 $. La renda per capita de la població era de 9.826 $. Entorn del 32,6% de les famílies i el 37,6% de la població estaven per davall del llindar de pobresa.

## Poblacions properes
El següent diagrama mostra les poblacions més properes.